# Rieth (stacja kolejowa)
Rieth (pol. Rytwiany koło Warpna Nowego) – zlikwidowana stacja kolejowa w Rieth, dzielnicy gminy Luckow, w powiecie Vorpommern-Greifswald, w kraju związkowym Meklemburgia-Pomorze Przednie w Niemczech.

## Historia
Stację oddano do użytku w 1906 r. wraz z przedłużeniem linii kolejowej ze Stobna od huty szkła Stolzenburger Glashütte w kierunku Nowego Warpna. Oprócz obsługi pasażerów służył także transportowi drewna z miejscowego tartaku. Likwidacji stacji dokonano 8 sierpnia 1945 r. w związku z rozebraniem linii na odcinku Dobra – Nowe Warpno w ramach reparacji wojennych dla ZSRR.

## Infrastruktura
Pamiątką po infrastrukturze stacji jest starotorze zaadaptowane na leśną drogę.

## Linie kolejowe
Stacja znajdowała się przy jednotorowej i niezelektryfikowanej linii Randower Kleinbahn.